# Irena Łaś-Ronisz
Irena Łaś-Ronisz (ur. 23 sierpnia 1930 w Poznaniu, zm. 22 września 2003 w Warszawie) – polska specjalistka w dziedzinie geodezji.

## Życiorys

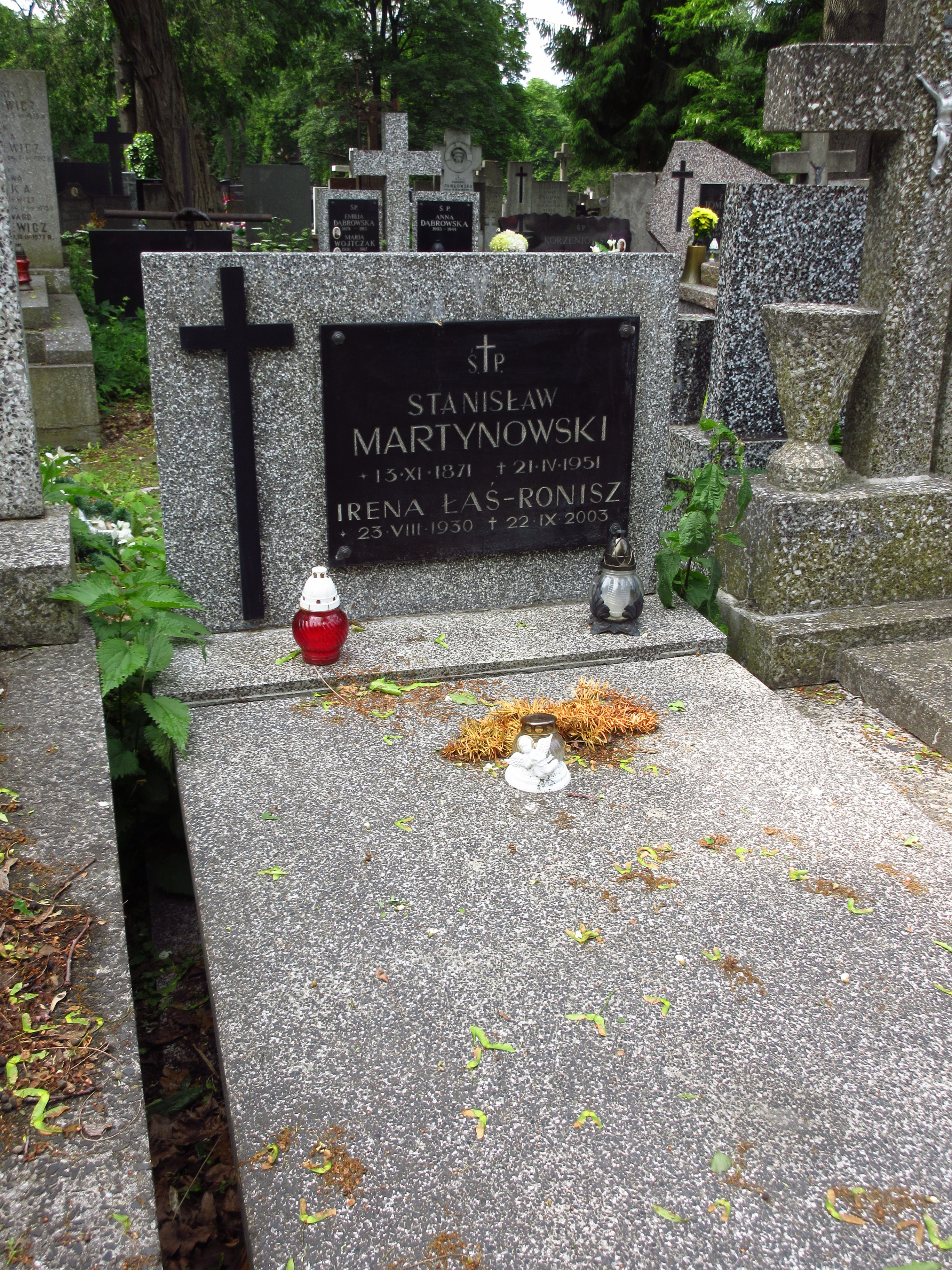
Grób Ireny Łaś-Ronisz na Cmentarzu Bródnowskim.

Po ukończeniu Liceum Mierniczego w 1949 rozpoczęła pięcioletnie studia na Wydziale Geodezji i Kartografii Politechniki Warszawskiej. Po studiach będąc inżynierem geodetą pomiarów podstawowych rozpoczęła pracę w pracowni obliczeń sieci triangulacyjnych Państwowego Przedsiębiorstwa Geodezyjnego. Od 1954 była członkiem Stowarzyszenia Geodetów Polskich, gdzie przez wiele lat piastowała funkcję skarbnika. Po 1974 pracowała nad rozwojem systemów informatycznych służących do przetwarzania danych geodezyjnych, w międzyczasie była oddelegowywana do Iraku, gdzie pracowała nad opracowaniem podstawowej sieci geodezyjnej. Za zaangażowanie i wkład w prace związane z wyrównaniem podstawowej osnowy geodezyjnej Polski oraz pracę w Iraku była trzykrotnie nagradzana przez prezesa Głównego Urzędu Geodezji i Kartografii (1976, 1980, 1985). W 1995 otrzymała tytuł Członka Honorowego Stowarzyszenia Geodetów Polskich. Jej zaangażowanie w rozwój polskiej geodezji wielokrotnie otrzymywała wyróżnienia, nagrody i odznaczenia m.in. Złoty i Srebrny Krzyż Zasługi, Złoty, Srebrny i Brązowy Medal „Za zasługi dla obronności kraju”, Złota i Srebrna Odznaka „Za zasługi w dziedzinie geodezji i kartografii”, złota Odznaka Honorowa SGP, Złota i Srebrna Odznaka Honorowa NOT. Pochowana na cmentarzu Bródnowskim w Warszawie (kwatera 61C-3-25). 